# Teleruptor
Un teleruptor és un element comandat a distància mitjançant un sistema electromagnètic que pot permetre o impedir el passatge del corrent elèctric. Es constitueix per un electroimant i un o més contactes. És molt semblant a un interruptor mecànic però se’n destria perquè l'interruptor mecànic s'acciona polsant manualment i el teleruptor s'acciona rebent un senyal elèctric a distància. El teleruptor és un element biestable, és a dir, té dos estats estables, i per tant, resta permanent en la posició en la qual es troba.

## Funcionament
El teleruptor s'acciona prement un interruptor a distància que envia el senyal elèctric al teleruptor. En rebre el senyal elèctric la bobina de l'electroimant fa que el contacte canviï de posició i no canvia fins que la bobina rep un nou senyal, és a dir, si és obert es tanca i no es torna a obrir fins que rep una nova impulsió elèctrica, i si és tancat s'obre i no es tanca fins que no rep una altra impulsió elèctrica. El teleruptor no ha de realimentar la bobina de l'electroimant cada vegada que aquesta rep una impulsió, gràcies al seu mecanisme d'unió i separació del contacte.

## Aplicacions
Els teleruptors es poden aplicar en instal·lacions d'habitatges en l'encesa de làmpades en punts diferents de manera que substitueixen d'una manera econòmica i simple els commutadors i els commutadors d'encreuament. També s'apliquen en instal·lacions industrials per a evitar manipulacions amb mecanismes pels quals passa una intensitat elevada.
Actualment existeixen també teleruptors amb regulació d'intensitat lluminosa: a part de poder encendre o apagar un llum, poden regular la intensitat gràcies a un circuit electrònic incorporat. Aquestes regulacions es duen a cap quan se substitueix la breu pulsació al polsador per una pulsació perllongada fins a obtenir la intensitat desitjada. Aquest procés de regulació pot ser invers, és a dir, que pot augmentar o disminuir la intensitat segons el polsador polsat.